# 瓜州县
40°31′14″N 95°46′56″E / 40.52054508239852°N 95.7823058590293°E
瓜州县，原名安西县，是中华人民共和国甘肃省酒泉市下辖的一个县，位于甘肃西北部。

## 历史
瓜州一名见于《汉书·地理志》载：“古瓜州地生美瓜”。唐朝武德五年（622年）改称瓜州；清朝康熙末年策旺阿喇布坦叛乱被平定之后瓜州改称安西，雍正年间设安西卫；民国二年（1913年）改为安西县；2006年2月25日改名为瓜州县。

## 行政区划
瓜州县下辖10个镇、2个乡、3个民族乡：
渊泉镇、柳园镇、三道沟镇、南岔镇、锁阳城镇、瓜州镇、西湖镇、河东镇、双塔镇、腰站子东乡族镇、布隆吉乡、七墩回族东乡族乡、广至藏族乡、沙河回族乡、梁湖乡、国营小宛农场和玉门农垦建筑公司七道沟农场。

## 交通
- 215国道过境。
- 312国道过境。
- 曾为 313国道起点，已取消。
- 兰新铁路：柳园站

## 名胜古迹
瓜州境内文物古迹众多，有全国重点文物保护单位4个。唐代名城锁阳城、“康熙梦城”桥湾城历史文化底蕴深厚，东千佛洞、榆林窟与敦煌莫高窟媲美。

## 特产
瓜州蜜瓜：中国地理标志产品。